# Lê Thánh Tông
 (décembre 2022).
La mise en forme du texte ne suit pas les recommandations de Wikipédia : il faut le « wikifier ».
Les points d'amélioration suivants sont les cas les plus fréquents. Le détail des points à revoir est peut-être précisé sur la page de discussion.
- Les titres sont pré-formatés par le logiciel. Ils ne sont ni en capitales, ni en gras.
- Le texte ne doit pas être écrit en capitales (les noms de famille non plus), ni en gras, ni en italique, ni en « petit »…
- Le gras n'est utilisé que pour surligner le titre de l'article dans l'introduction, une seule fois.
- L'italique est rarement utilisé : mots en langue étrangère, titres d'œuvres, noms de bateaux, etc.
- Les citations ne sont pas en italique mais en corps de texte normal. Elles sont entourées par des guillemets français : « et ».
- Les listes à puces sont à éviter, des paragraphes rédigés étant largement préférés. Les tableaux sont à réserver à la présentation de données structurées (résultats, etc.).
- Les appels de note de bas de page (petits chiffres en exposant, introduits par l'outil «  Source ») sont à placer entre la fin de phrase et le point final[comme ça].
- Les liens internes (vers d'autres articles de Wikipédia) sont à choisir avec parcimonie. Créez des liens vers des articles approfondissant le sujet. Les termes génériques sans rapport avec le sujet sont à éviter, ainsi que les répétitions de liens vers un même terme.
- Les liens externes sont à placer uniquement dans une section « Liens externes », à la fin de l'article. Ces liens sont à choisir avec parcimonie suivant les règles définies. Si un lien sert de source à l'article, son insertion dans le texte est à faire par les notes de bas de page.
- La présentation des références doit suivre les conventions bibliographiques. Il est recommandé d'utiliser les modèles {{Ouvrage}}, {{Chapitre}}, {{Article}}, {{Lien web}} et/ou {{Bibliographie}}. Le mode d'édition visuel peut mettre en forme automatiquement les références.
- Insérer une infobox (cadre d'informations à droite) n'est pas obligatoire pour parachever la mise en page.

Pour une aide détaillée, merci de consulter Aide:Wikification.
Si vous pensez que ces points ont été résolus, vous pouvez retirer ce bandeau et améliorer la mise en forme d'un autre article.
 (décembre 2022).
Le contenu est difficilement compréhensible vu les erreurs de traduction, qui sont peut-être dues à l'utilisation d'un logiciel de traduction automatique.
Lê Thánh Tông (1442–1497), de son nom de naissance Lê Tư Thành, est un empereur du Annam de 1460 jusqu'à sa mort en 1497. C'est le quatrième reprèsentant de la dynastie Lê. Il est le fils de l'Empereur Lê Thái Tông et le demi-frère de l'Empereur Lê Nhân Tông et de Nghi Dân qui fomenta un coup d'état et tua Lê Thái Tông. Il succède donc à ses deux demi-frères.

## Histoire

### Enfance et Education
Lé Thánh Tông, de son nom de naissance Lé Tư Thành, est un des fils de l'Empereur Lê Thái Tông et de Ngô Thị Ngọc Dao. Il est le demi-frère de Lé Nhân Tông mais ressemblait à Nguyễn Thị Anh, la mère de Lé Nhân Tông qui était sa parente (cousines ou peut-être sœurs). Il est éduqué exactement comme son demi-frère, l'Empereur, au Palais de Hanoi. Quand son demi-frère ainé, Nghi Dân, opére son coup d'État et tue l'empereur en 1459, le Prince Tư Thành est en réserve. Neuf mois plus tard, quand le contre-coup d'État a lieu, les comploteurs demandent au Prince Tư Thành de devenir le nouvel Empereur, ce qu'il accepte.
Les leaders du contrecoup d'état qui supprimèrent  Nghi Dân étaient deux des derniers amis survivants et aides de Lé Lợi: Nguyễn Xí et Đinh Liệt. Ces deux messieurs âgés avaient été tenus éloignés du pouvoir depuis les années 1440 compte tenu du respect dû à leur association avec l'héroïque Lê Lợi. Le nouveau roi nomme ces hommes aux plus hautes positions dans le nouveau gouvernement, Nguyễn Xí comme conseiller de l'Empereur et Đinh Liệt comme commandeur de l'armée du Vietnam.

### La montée du confucianisme
Thánh Tông fut fortement influencé par ses professeur confucéens et il fut déterminé à faire du Vietnam come la dynastie Song avec sa philosophie néo-confucianiste et l'idée clé que le gouvernement ne pouvait être dirigé par des hommes de caractère noble, à l'opposé des hommes de familles nobles. Cela signifiait qu'il avait besoin de déléguer le pouvoir loin de famille gouvernante (en majorité de la Province de Thanh Hóa) et le donna aux savants qui avaient bien réussi leurs examens officiels. Les premières étapes de cette voie furent de démarrer un cycle d'examens, qui avaient eu lieu par intermittence dans les années 1450. Les premiers grands examens eurent lieu en 1463 et, comme on pouvait s'y attendre[pourquoi ?], les étudiants en tête furent des hommes venant du delta (autour de la capitale), et non pas venant de la province de Thanh Hóa. Thánh Tông encouragea le déploiement des valeurs du confucianisme tout autour du Vietnam en construisant les « temples de la Littérature » dans toutes les provinces. Là, Confucius était vénéré et les travaux classiques sur le confucianisme ne pouvaient pas y être trouvé. Il arrêta la construction de tous les temples bouddhistes ou taoïstes et ordonna que les moines ne furent pas autorisés à acheter de nouvelles terres. Suivant le modèle chinois, Lé Thánh Tông institua six ministères pour diriger le gouvernement: Finances, Rites, Justice, Personnel, Armée, et Travaux publics. Neuf grades furent mis en place pour à la fois l'administration civile et militaire. Un Conseil de censeurs fut mis en place avec l'autorité royale pour contrôler les fonctionnaires du gouvernement et le pouvoir de rapporter les problèmes directement à l'empereur. Cependant, l'autorité gouvernementale ne s'étendait pas à tous les niveaux dans les villages. Les villages furent gouvernés par leurs propres conseils au Vietnam.
Avec la mort de Nguyễn Xí en 1465, les familles nobles venant de la Province de Thanh Hóa perdirent leur chef et ils furent grandement relégués à des rôles secondaires dans le nouveau gouvernement confucéen de Thánh Tông. Cependant, ils conservèrent le contrôle de l'armée du Vietnam, le vieux général, Đinh Liệt, étant encore aux commandes de l'armée.
En 1469, tout le Vietnam fut mis sur carte et il y eut un recensement, pour connaitre tous les villages du royaume. C'est à peu près à cette période que le pays fut divisé en 13 đạo (provinces), gouverné par trois fonctionnaires : un administrateur, un général, et un juge. Thánh Tông ordonna aussi qu'un nouveau recensement soit effectué tous les six ans. D'autres travaux publics qui furent entrepris, incluant les immeubles et les réparations de granges, utilisant l'armée pour reconstruire et réparer les systèmes d'irrigation après les inondations, envoyant des médecins dans les zones frappées par les épidémies. De la même manière, en 1469, un titre pour le règne de Thánh Tông fut choisi : Grande Vertu (Hồng Đức). Le roi avait juste 25 ans et déjà le pays fut mieux que jamais auparavant.[style à revoir]
Lé nouveau gouvernement prouva qu'être juste et efficace est possible et représente une adaptation réussie du système confucéen chinois de gouvernement hors de la Chine.